# Intégrale en log-sinus
En analyse, les intégrales de log-sinus (log-sine integrals) désignent la suite de fonctions
{\displaystyle \forall n\in \mathbb {N} ,\ \operatorname {Ls} _{n}(t)=-\int _{0}^{t}\left(\ln \left|2\sin \left({\frac {\theta }{2}}\right)\right|\right)^{n-1}\,\mathrm {d} \theta }
Ces fonctions sont liées à de nombreuses fonctions spéciales, comme la fonction Gamma d'Euler.

## Propriétés

### Quasi-périodicité
Les intégrales en log-sinus sont quasi périodiques :
{\displaystyle \forall n,k\in \mathbb {N} ,\operatorname {Ls} _{n}(2k\pi )=2k\operatorname {Ls} _{n}(\pi )}

### Valeurs spéciales enπ
Les valeurs des intégrales en π sont liées par une forme de récurrence avec la constante d'Apéry :
{\displaystyle {\begin{aligned}\operatorname {Ls} _{2}(\pi )=0,&\qquad \operatorname {Ls} _{3}(\pi )=-{\frac {\pi ^{3}}{12}},\\\operatorname {Ls} _{4}(\pi )={\frac {3}{2}}\zeta (3),&\qquad \operatorname {Ls} _{5}(\pi )=-{\frac {19}{240}}\pi ^{5},\\\operatorname {Ls} _{6}(\pi )={\frac {45}{2}}\zeta (5)+{\frac {5}{4}}\pi ^{3}\zeta (3),&\qquad \operatorname {Ls} _{7}(\pi )=-{\frac {275}{1344}}\pi ^{7}-{\frac {45}{2}}\pi \zeta (3)^{2}\\\operatorname {Ls} _{8}(\pi )={\frac {2835}{4}}\pi \zeta (7)+{\frac {315}{8}}\pi ^{3}\zeta (5)+{\frac {133}{32}}\pi ^{5}\zeta (3),&\qquad \ldots \end{aligned}}}
Pour leur calcul, on établit la relation suivante,:
{\displaystyle \sum _{n=0}^{+\infty }\operatorname {Ls} _{n+1}(\pi ){\frac {x^{n}}{n!}}=-\pi {\frac {\Gamma (1+x)}{\Gamma (1+{\tfrac {x}{2}})^{2}}}}
On en tire l'égalité :
{\displaystyle \operatorname {Ls} _{n}(\pi )=-\pi {\frac {\mathrm {d} ^{n}}{\mathrm {d} x^{n}}}\left.\exp \left(\sum _{k=2}^{+\infty }(-1)^{k}\eta (k){\frac {x^{k}}{k}}\right)\right|_{x=0}}
avec η, la fonction êta de Dirichlet.

### Valeurs spéciales enπ/2
- {\displaystyle \operatorname {Ls} _{2}\left({\frac {\pi }{2}}\right)=K} (constante de Catalan),

### Liens avec les autres fonctions spéciales
La fonction intégrale en log-sinus pour n = 2 est une fonction de Clausen :
{\displaystyle \forall t\in \mathbb {R} ,\operatorname {Ls} _{2}(t)=\operatorname {Cl} _{2}(t)}
Les intégrales en log-sinus apparaissent dans les valeurs de la dérivée de la fonction bêta :
{\displaystyle \operatorname {Ls} _{n}(\pi )=\left.{\frac {\mathrm {d} ^{n}}{\mathrm {d} x^{n}}}\left[2^{x}\mathrm {B} \left({\frac {x+1}{2}},{\frac {1}{2}}\right)\right]\right|_{x=0}}

## Extensions

### Intégrales en log-sinus-cosinus
Lewin a également étudié le cas des intégrales en log-sinus-cosinus (log-sine-cosine integrals) :
{\displaystyle \forall m,n\in \mathbb {N} ,\ \operatorname {Lsc} _{m,n}(t)=\int _{0}^{t}\left(\ln \left|2\cos \left({\frac {\theta }{2}}\right)\right|\right)^{m-1}\left(\ln \left|2\sin \left({\frac {\theta }{2}}\right)\right|\right)^{n-1}\,\mathrm {d} \theta }
en établissant que
{\displaystyle \sum _{n=0}^{+\infty }\operatorname {Lsc} _{m+1,n+1}(\pi ){\frac {x^{m}}{m!}}{\frac {y^{n}}{n!}}=-2^{x+y}\mathrm {B} ({\frac {1+x}{2}},{\frac {1+y}{2}})}

### Intégrales généralisées
Les intégrales en log-sinus généralisées (généralized log-sine integrals) sont données par :
{\displaystyle \forall n,k\in \mathbb {N} ,\ \operatorname {Ls} _{n}^{(k)}(t)=-\int _{0}^{t}\theta ^{k}\left(\ln \left|2\sin \left({\frac {\theta }{2}}\right)\right|\right)^{n-1-k}\,\mathrm {d} \theta }
Elles sont liées aux fonctions polylogarithmes et aux fonctions de Glaisher-Clausen.
On a :
{\displaystyle \forall k\in \mathbb {N} ,\sum _{n=0}^{+\infty }{\frac {1}{n^{k}{\binom {2n}{n}}}}={\frac {(-2)^{k-1}}{(k-2)!}}\operatorname {Ls} _{k}^{(1)}({\frac {\pi }{3}}).}

## Applications
Ces intégrales apparaissent dans plusieurs champs des mathématiques et de la physique. Les intégrales de log-sinus et log-sinus-cosinus apparaissent dans le calcul des termes de haut degré du développement en epsilon de plusieurs diagrammes de Feynman. En théorie des nombres, elles permettent d'exprimer des classes de sommes binomiales inverses.